# لو ريد
لو ريد (بالإنجليزية: Lou Reed)‏ واسمه الحقيقي «لويس الآن ريد» ممثل ومغني روك أمريكي ولد في بروكلين، نيويورك في 2 مارس 1942 وتوفي يوم 27 أكتوبر 2013.

## روابط خارجية
- لو ريد على موقع IMDb (الإنجليزية)
- لو ريد على موقع الموسوعة البريطانية (الإنجليزية)
- لو ريد على موقع مونزينجر (الألمانية)
- لو ريد على موقع ألو سيني (الفرنسية)
- لو ريد على موقع ميوزك برينز (الإنجليزية)
- لو ريد على موقع رولينغ ستون (الإنجليزية)
- لو ريد على موقع أول موفي (الإنجليزية)
- لو ريد على موقع قاعدة بيانات برودواي على الإنترنت (الإنجليزية)
- لو ريد على موقع قاعدة بيانات الأفلام السويدية (السويدية)
- لو ريد على موقع إن إن دي بي (الإنجليزية)